# Daryl Impey
Daryl Impey (nascido em 6 de dezembro de 1984) é um ciclista profissional sul-africano, que desde o ano de 2012 alinha para a equipe Orica-GreenEDGE. Nos Jogos Olímpicos de Londres 2012, disputou a prova de estrada individual, terminando na 40ª posição.